# Férfi kettesbob az 1956. évi téli olimpiai játékokon
Az 1956. évi téli olimpiai játékokon a bob férfi kettes versenyszámát január 27-én és 28-án rendezték. Az aranyérmet az olasz Lamberto Dalla Costa–Giacomo Conti-páros nyerte meg. A versenyszámban nem vett részt magyar páros.

## Eredmények
A verseny négy futamból állt. A négy futam időeredményének összessége határozta meg a végső sorrendet. Az időeredmények másodpercben értendők. A futamok legjobb időeredményei vastagbetűvel olvashatóak.
| Helyezés | Csapat                                                                        | 1.            | 2.      | 3.            | 4.      | Össz.         |
| -------- | ----------------------------------------------------------------------------- | ------------- | ------- | ------------- | ------- | ------------- |
| Arany    | Olaszország (ITA)-1 · Lamberto Dalla Costa · Giacomo Conti                    | 1:22,00       | 1:22,45 | 1:22,95       | 1:22,74 | 5:30,14       |
| Ezüst    | Olaszország (ITA)-2 · Eugenio Monti · Renzo Alverà                            | 1:22,73       | 1:22,53 | 1:23,37       | 1:22,82 | 5:31,45       |
| Bronz    | Svájc (SUI)-1 · Max Angst · Harry Warburton                                   | 1:24,71       | 1:23,81 | 1:24,27       | 1:24,67 | 5:37,46       |
| 4.       | Spanyolország (ESP) · Alfonso de Portago · Vicente Sartorius y Cabeza de Vaca | 1:24,81       | 1:23,77 | 1:24,03       | 1:24,99 | 5:37,60       |
| 5.       | Egyesült Államok (USA)-1 · Waightman Washbond · Piet Biesiadecki              | 1:24,82       | 1:24,15 | 1:24,78       | 1:24,41 | 5:38,16       |
| 6.       | Egyesült Államok (USA)-2 · Arthur Tyler · Edgar Seymour                       | 1:25,41       | 1:23,77 | 1:24,44       | 1:26,46 | 5:40,08       |
| 7.       | Svájc (SUI)-2 · Franz Kapus · Heinrich Angst                                  | 1:24,74       | 1:24,50 | 1:24,70       | 1:26,17 | 5:40,11       |
| 8.       | Egyesült Német Csapat (EUA)-2 · Andreas Ostler · Hans Hohenester              | 1:24,63       | 1:24,89 | 1:25,07       | 1:25,54 | 5:40,13       |
| 9.       | Egyesült Német Csapat (EUA)-1 · Hans Rösch · Lorenz Nieberl                   | 1:26,92       | 1:24,08 | 1:25,21       | 1:25,13 | 5:41,34       |
| 10.      | Nagy-Britannia (GBR)-2 · Stuart Parkinson · Christopher Williams              | 1:25,63       | 1:24,53 | 1:26,73       | 1:25,94 | 5:42,83       |
| 11.      | Nagy-Britannia (GBR)-1 · Clifford Schellenberg · John Rainforth               | 1:24,52       | 1:26,57 | 1:25,88       | 1:26,39 | 5:43,36       |
| 12.      | Ausztria (AUT)-1 · Paul Aste · Heinrich Isser                                 | 1:26,32       | 1:25,82 | 1:26,61       | 1:25,22 | 5:43,97       |
| 13.      | Belgium (BEL) · Marcel Leclef · Albert Casteleyns                             | 1:27,30       | 1:25,93 | 1:25,60       | 1:25,98 | 5:44,81       |
| 14.      | Románia (ROU)-1 · Heinrich Enea · Mărgărit Blăgescu                           | 1:26,51       | 1:26,83 | 1:26,44       | 1:26,44 | 5:46,22       |
| 15.      | Ausztria (AUT)-2 · Karl Wagner · Adolf Tonn                                   | 1:26,15       | 1:27,06 | 1:26,73       | 1:26,35 | 5:46,29       |
| 16.      | Lengyelország (POL)-2 · Stefan Ciapała · Aleksander Habala                    | 1:27,70       | 1:26,49 | 1:26,24       | 1:25,92 | 5:46,35       |
| 17.      | Svédország (SWE)-1 · Olle Axelsson · Tryggve Sundström                        | 1:27,15       | 1:27,82 | 1:26,01       | 1:25,67 | 5:46,65       |
| 18.      | Románia (ROU)-2 · Constantin Dragomir · Gheorghe Moldoveanu                   | 1:27,22       | 1:26,42 | 1:27,57       | 1:28,95 | 5:50,16       |
| 19.      | Lengyelország (POL)-1 · Aleksy Konieczny · Zbigniew Skowroński                | 1:27,21       | 1:27,23 | 1:27,87       | 1:28,54 | 5:50,85       |
| 20.      | Norvégia (NOR)-2 · Arne Røgden · Odd Solli                                    | 1:27,57       | 1:26,90 | 1:28,81       | 1:29,05 | 5:52,33       |
| –        | Norvégia (NOR)-1 · Reidar Alveberg · Arnold Dyrdahl                           | 1:29,04       | 1:27,93 | nem ért célba | 1:28,86 | nem ért célba |
| –        | Svédország (SWE)-2 · Sven Erbs · Walter Aronson                               | 2:29,66       | 1:25,01 | –             | –       | nem ért célba |
| –        | Franciaország (FRA)-1 · André Robin · Lucien Grosso                           | nem ért célba | –       | –             | –       | nem ért célba |
| –        | Franciaország (FRA)-2 · André Donnert · Serge Giacchini                       | 1:27,41       | 1:26,83 | 1:27,41       | –       | nem ért célba |
| –        | Liechtenstein (LIE) · Moritz Heidegger · Weltin Wolfinger                     | nem ért célba | –       | –             | –       | nem ért célba |